# Гуаньдун
Гуаньду́н, Квантунський півострів — південно-західна кінцівка Ляодунського півострова в Китаї. Адміністративний центр — Порт-Артур.

## Історія
Квантунська область, що охоплювала територію Квантунського півострова у 1898—1905 роках була у оренді Російської імперії. Після російсько-японської війни Квантунська область у 1905—1945 роках була в оренді у Японської імперії.
В 1980 році було відзнято фільм «Десять тигрів з Квантуна» (англ. Ten Tigers from Kwangtung).